# Richard Burbage
Richard Burbage (Londen, 7 juli 1568 – aldaar, 13 maart 1619) was een Engels acteur en theatereigenaar. Hij was een zoon van James Burbage, de bouwer van de eerste permanente theaters in Engeland, The Theatre en het Blackfriars Theatre. Richard was de jongere broer van Cuthbert Burbage, die als impresario ook in het theatervak werkzaam was.
Over Burbages vroegste jeugd is weinig bekend. Toen hij voor in de 20 was, was hij echter al populair als acteur. Mogelijk speelde hij aanvankelijk in het gezelschap van de graaf van Leicester. In de vroege jaren 90 trad hij op bij verschillende theatergroepen, waaronder waarschijnlijk de Admiral's Men, dat naast de Lord Chamberlain's Men een toonaangevend gezelschap zou worden in Londen.
Aan het eind van 1596 ontstond er een controverse met de eigenaar van het terrein waarop The Theatre stond, Giles Allen. Na de dood van James Burbage in 1597 werden Richard en zijn broer Cuthbert hiermee geconfronteerd. De eigenaar wilde het huurcontract niet verlengen, waardoor het gezelschap gedwongen was uit te wijken naar het nabijgelegen theater The Curtain. Om de zaak met Giles Allen te beslechten besloten de broers tot drastische actie: in de nacht van 28 december 1598 togen zij met een aantal werklieden naar The Theatre, braken het geheel af, vervoerden het bouwmateriaal over de Theems en gebruikten het voor de bouw van een nieuw onderkomen, het Globe Theatre, dat zij bespeelden in de zomermaanden; in de wintermaanden speelden zij in het overdekte Blackfriars.
Richard Burbage groeide uit tot een steracteur bij de Lord Chamberlain's Men, het 'huisgezelschap' van William Shakespeare, dat na 1603 onder het patronaat van Jacobus I van Engeland kwam en daarna bekendstond als de King's Men. Hier speelde hij de titelrol in een groot aantal stukken van Shakespeare, waaronder Hamlet, Othello, Richard III en King Lear. Verder is bekend dat hij acteerde in stukken van Ben Jonson, John Marston, John Webster en Thomas Kyd.
Burbage was ook een kunstschilder. In Dulwich College in Londen bevindt zich een portret van een vrouw waarvan met zekerheid vaststaat dat hij het schilderde. Mogelijk is ook het Chandosportret van Shakespeare van zijn hand.
Burbage werkte als acteur tot aan zijn dood in maart 1619. Hij werd begraven in de kerk van St Leonard's in Shoreditch, nabij de voormalige locatie van The Theatre.
- Gemeinsame Normdatei: 118668048
- International Standard Name Identifier: 0000 0000 8095 4787
- Library of Congress Control Number: nr91001065
- Nationale Bibliotheek van Israël: 987007294289705171
- Nederlandse Thesaurus van Auteursnamen: 070359407
- RKD-Nederlands Instituut voor Kunstgeschiedenis: 14083
- SNAC: w6zw25bs
- Union List of Artist Names: 500015297
- Virtual International Authority File: 15563404
- WorldCat: E39PBJxxgt8CCJqg6dKF8rQrMP